# Goethe am Fenster
Goethe am Fenster ist eine Aquarellzeichnung des deutschen Malers Johann Heinrich Wilhelm Tischbein aus dem Jahr 1786/7. Sie zeigt den aus dem Fenster seiner römischen Wohnung blickenden Dichter Johann Wolfgang von Goethe, der sich in Rom ein Haus mit deutschsprachigen Künstlerfreunden teilte. Das Aquarell befindet sich seit 1955 in der Sammlung des Freien Deutschen Hochstifts.

## Hintergrund

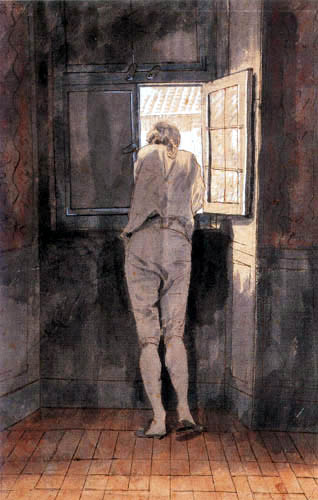

Tischbein war 1783 nach Italien gegangen, nachdem er auf Empfehlung Goethes ein Stipendium von Herzog Ernst II. von Sachsen-Gotha-Altenburg erhalten hatte. Er blieb dort bis 1799 und begegnete Goethe auf dessen „Italienischer Reise“ von 1786–1788. Tischbein teilte sich ein Haus in der Via del Corso in Rom mit den Malern Friedrich Bury, Johann Heinrich Meyer, Johann Heinrich Lips und Johann Georg Schütz. Goethe zog dort im Oktober 1786 ein und blieb – unterbrochen durch eine Reise nach Süditalien – für mehr als ein Jahr. In dieser Zeit fertigte Tischbein das Aquarell Goethe am Fenster an und schuf auch sein bekannteres Ölgemälde Goethe in der (römischen) Campagna.
Goethe selbst hatte Weimar 1786 in hastigem Aufbruch verlassen, um sich mit seinem Italienbesuch einen alten Jugendtraum zu verwirklichen und sich aus eigener Anschauung mit den Zeugnissen der römischen Antike, aber auch den Landschaften und der Geologie des mediterranen Raumes vertraut zu machen. Die Wohngemeinschaft der Künstler trug zu wechselseitigen künstlerischen Anregungen bei, wobei das Haus in der Via del Corso einen Rückzugsraum nach der Arbeit und dem anregenden, oft aber auch ruhelosen Alltag in Rom bildete. Das Haus beherbergt heute das Museum Casa di Goethe, das sich Goethes Italienischer Reise, seinen Kontakte in Italien und seinem dort entstandenen Werk widmet.
Aus der Untersuchung des Grundrisses der Wohnung in der Via del Corso konnte man rekonstruieren, dass die Zeichnung Goethe in seinem Schlafzimmer mit Blick auf die Via Fontanella zeigt.

## Bild und Kontext
Das in Sepia-, Rot- und Grautönen gehaltene Bild zeigt eine Rückenansicht Goethes, der aus dem Fenster auf die Straße hinabblickt, die im Bild selbst nicht erkennbar ist. Der Abgebildete trägt eine Kniehose und Strümpfe, sein Hemd ist ihm teilweise aus dem Bund gerutscht. Seine Haltung bildet eine offenkundig ironische Anspielung auf antike Statuen und Gemälde, denn seine Beinstellung deutet auf einen Kontrapost mit Standbein und Spielbein, wobei sich seine Füße in Pantoffeln befinden.
Auch Goethes Zimmer bleibt nur angedeutet, außer dem gefliesten Boden sind keine Details wie Möbel oder andere Ausstattungsgegenstände auszumachen. Wie aus Goethes Italienbeschreibung bekannt, waren seine Zimmer in Rom nicht beheizbar und füllten sich erst allmählich mit erworbenen oder geschenkten Gegenständen.
Die eine authentische Situation aus Goethes Alltag abbildende Gelegenheitszeichnung bildet eine Ergänzung und einen Kontrast zu Tischbeins berühmten Ölgemälde Goethe in der Campagna, wo der Dichter in eleganter Reisekleidung und anmutiger Haltung („klassisch“) in einer symbolischen Landschaft lagert, die diverse Anspielungen an die Antike und deren literarische Rezeption durch Goethe enthält und den „Klassiker Goethe“ musterhaft würdigt. Goethe am Fenster zeigt demgegenüber den privaten, neugierigen und uninszenierten Goethe als Freund sowie Reise- und Hausgenossen der in Rom schaffenden Künstler um Tischbein.
Neben Goethe am Fenster existieren einige weitere Zeichnungen Tischbeins, die Goethes privaten Alltag in Rom teilweise mit freundlichem Spott darstellen, so ein Bild des auf einem Stuhl kippelnden lesenden Goethe und eine karikaturartige Szene unter dem Titel Das verfluchte zweite Kissen.
1821 inventarisierte Goethe eine Reihe der aus Italien mitgebrachten Tischbein-Zeichnungen und legte sie unter dem Titel „Gemeines (i.e.gewöhnliches) Leben“ in einer Mappe ab.